# En pauta
En pauta fue un programa de televisión chileno transmitido por Mega,  presentado por la periodista Soledad Onetto. Se estrenó el 16 de abril de 2012. Su primer capítulo promedio 4 puntos de índice de audiencia.

## Concepto
El programa eta un late show tipo debate presentado por Soledad Onetto, quien durante el programa entrevista a políticos chilenos entre otros personajes importantes de la actualidad nacional.
Desde el 4 de mayo de 2012, además de Mega, también fue transmitido por CNN Chile, tras un acuerdo entre ambas cadenas (Departamento de Prensa Mega).

## Historial

### Primera temporada
| Semana | Programa | Fecha               | Invitados                                                       |
| ------ | -------- | ------------------- | --------------------------------------------------------------- |
| 1      | 1        | 16 de abril de 2012 | Desconocido                                                     |
| 1      | 2        | 17 de abril de 2012 | Alberto Maturana Jairo Casanova Pablo Zalaquett Andrés Allamand |
| 1      | 3        | 18 de abril de 2012 | Teodoro Ribera Carola Honorato Jorge Burgos                     |
| 1      | 4        | 19 de abril de 2012 | Miguel Ángel Gamboa Juan Luis Castro Gabriel Boric              |
| 1      | 5        | 20 de abril de 2012 | Isabel Plant Pepe Auth                                          |
| 2      | 6        | 23 de abril de 2012 | Jorge Pizarro Claudio Cofré Tal Pinto                           |
| 2      | 7        | 24 de abril de 2012 | Iván Moreira Francisco Vidal Sofía Vicuña                       |
| 2      | 8        | 25 de abril de 2012 | Hugo Morales Iván Fuentes Camila Vallejo                        |
| 2      | 9        | 26 de abril de 2012 | Pablo Longueira Felipe Harboe                                   |
| 2      | 10       | 27 de abril de 2012 | Jorge Reyes Marisela Santibáñez Ariel Levy Isabel Plant         |
| 3      | 11       | 30 de abril de 2012 | Andrés Velasco Eduardo Castillo                                 |
| 3      | 12       | 1 de mayo de 2012   | Raúl de la Puente Rafael Garay Fernando Bórquez                 |
| 3      | 13       | 2 de mayo de 2012   | Ena Von Baer Francisco Goñi                                     |
| 3      | 14       | 3 de mayo de 2012   | Cristián Labbé Franco De Vita                                   |
| 3      | 15       | 4 de mayo de 2012   | Juan Carlos Latorre Sixto Paz Wells                             |
| 4      | 16       | 7 de mayo de 2012   | Claudio Ortiz Sergio Jadue                                      |
| 4      | 17       | 8 de mayo de 2012   | Genaro Cuadros Carlos Larraín Claudio Orrego                    |
| 4      | 18       | 9 de mayo de 2012   | Lorene Prieto Jaime Parada Mario Schilling                      |
| 4      | 19       | 10 de mayo de 2012  | Andrés Chadwick Rodrigo Sepúlveda                               |
| 4      | 20       | 11 de mayo de 2012  | Nicolás Massú Eduardo Castillo                                  |
| 5      | 21       | 14 de mayo de 2012  | Cristóbal Bellolio Soledad Barría                               |
| 5      | 22       | 15 de mayo de 2012  | Juan Antonio Peribonio Dr. Sandoval                             |
| 5      | 23       | 16 de mayo de 2012  | Francisco Vidal Cristián Monckeberg Noam Titelman               |
| 5      | 24       | 17 de mayo de 2012  | Pedro Sabat Francisco Muñoz                                     |
| 5      | 25       | 18 de mayo de 2012  | Joaquín Lavín Alberto Plaza                                     |
| 6      | 26       | 21 de mayo de 2012  | Patricio Melero Carolina Toha                                   |
| 6      | 27       | 22 de mayo de 2012  | Michel De L'Herbe Dr. Enrique Paris                             |
| 6      | 28       | 23 de mayo de 2012  | Marco Enríquez Ominami Mónica Nuñez Sebastián Piñera            |
| 6      | 29       | 24 de mayo de 2012  | Rodrigo Hinzpeter Diego Rivarola                                |
| 6      | 30       | 25 de mayo de 2012  | Hernán Calderón Miguel Mateos                                   |
| 7      | 31       | 28 de mayo de 2012  | Felipe Kast Ignacio Walker                                      |
| 7      | 32       | 29 de mayo de 2012  | Sergio Bitar Cristián Villagrán Leopoldo González               |
| 7      | 33       | 30 de mayo de 2012  | Carlos Montes Alberto Cardemil Leopoldo González                |
| 7      | 34       | 31 de mayo de 2012  | Matías Asún Patricio Walker José Andrés Murillo Isabel Plant    |
| 7      | 35       | 1 de junio de 2012  | Pedro Orthusteguy Miguel Soto Tulio Triviño Juan Carlos Bodoque |
| 8      | 36       | 4 de junio de 2012  | Jorge Tarud Alejandro Navarro Rodrigo Jordan                    |
| 8      | 37       | 5 de junio de 2012  | Rosa Oyarce Paula Andrade                                       |

## Hechos destacables
- El día 17 de abril de 2012 durante el segundo capítulo la presentadora estaba con el entonces Ministro de Defensa, Andrés Allamand, en el estudio se registró un fuerte sismo que sacudió a la zona centro-sur del país. El movimiento alcanzó los 6,7 grados, según el Servicio Sismológico de Estados Unidos, y se registró a las 00:50 horas.